# Scott Eastwood
Pour les articles homonymes, voir Scott Reeves (homonymie) et Eastwood.
Scott Eastwood, de son vrai nom Scott Reeves, est un acteur américain né le 21 mars 1986 à Carmel-by-the-Sea, en Californie.

## Biographie

### Jeunesse: une famille hollywoodienne
Scott Eastwood est le fils de l'acteur et réalisateur Clint Eastwood et de Jacelyn Reeves, une agente de bord avec laquelle son père a eu une relation durant plusieurs années. Initialement déclaré, à sa naissance, sous le nom de Scott C. Reeves, il a pris ultérieurement le nom de « Scott Eastwood ». À ses débuts au cinéma en 2006, il a utilisé Scott Reeves comme nom de scène pour éviter les accusations de népotisme. Il est crédité, depuis 2009, sous le nom de Scott Eastwood.
C'est le frère de l'actrice et scénariste Kathryn Eastwood, née en 1988. Il a plusieurs demi-frères et sœurs : 
- professeur d'école primaire Laurie Murray; née en 1954 ;
- l'actrice, productrice et maquilleuse Kimber Lynn Eastwood, née en 1964 ;
- le bassiste, contrebassiste de jazz et acteur de cinéma Kyle Eastwood, né en 1968 ;
- l'actrice et réalisatrice Alison Eastwood, née en 1972 ;
- l'actrice Francesca Fisher-Eastwood, née en 1993 ;
- l'actrice Morgan Eastwood, née en 1996.

Sa carrière d'acteur débute en 2006, grâce à son père.

### Débuts et progression rapide (2006-2011)

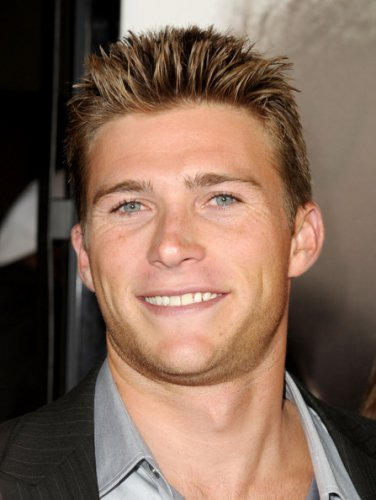
L'acteur en 2013.

Âgé de 20 ans, il fait partie de la distribution du film de guerre Mémoires de nos pères.
L'année suivante, il est à l'affiche d'un biopic sportif porté par Terrence Howard et Bernie Mac ; puis d'un drame indépendant, An American Crime, écrit et réalisé par Tommy O'Haver. Il y donne la réplique à Elliot Page et Catherine Keener, les deux têtes d'affiche. Il y côtoie James Franco et Evan Peters.
En 2008, il joue une seconde fois sous la direction de et aux côtés (cette fois-ci) de son père dans Gran Torino. Il apparait également dans le thriller d'action Player 5150, de David Michael O'Neill.
En 2009, mais cette fois avec le nom de Scott Eastwood, il est à l'affiche du biopic Invictus, réalisé par Clint, et fait partie de la distribution de la comédie familiale  Shannon's Rainbow, de Frank E. Johnson.
En 2011, il est la tête d'affiche d'un thriller à moyen budget, Enter Nowhere, Katherine Wasterson et Sara Paxton et double l'un des personnages du film d'animation The Lion of Judah de Deryck Broom et Roger Hawkins (en)
En 2012, il tente d'aller vers la télévision en faisant partie du casting d'une nouvelle série, Shelter, mais le projet n'est pas retenu par la chaîne. Il se contente donc de jouer une deuxième fois aux côtés de son père, ainsi que d'Amy Adams et Justin Timberlake, dans le mélodrame Une nouvelle chance. Avec sa belle-mère  Dina Eastwood, il fait partie de la large distribution du drame indépendant The Forger.
L'année 2013 lui permet de jouer dans deux épisodes de la série Chicago Fire puis de faire partie du casting sexy du film d'horreur Texas Chainsaw 3D.

### Premiers rôles et cinéma d'action (depuis 2014)

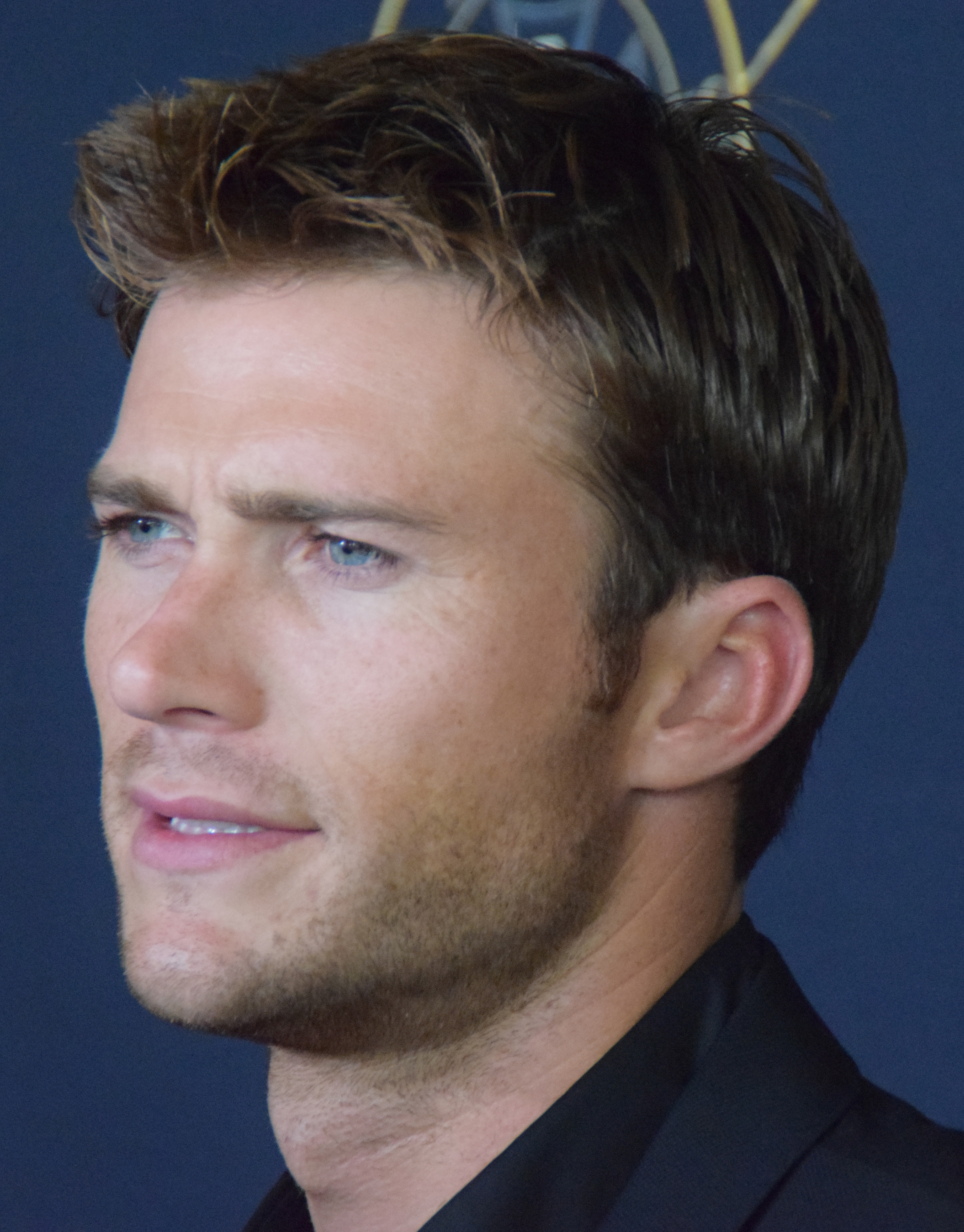
L'acteur aux 52nd Annual Publicists Awards, en février 2015.

L'année 2014 lui permet de faire un grand saut : il fait d'abord partie du casting du film de guerre très remarqué Fury, porté par Brad Pitt, mais également Logan Lerman, Jon Bernthal, Michael Peña et Shia LaBeouf. Puis il est, pour la première fois, la tête d'affiche d'un long-métrage : le film d'action Stranded, où il joue un marine ex-surfer. La même année, il joue dans le clip de la chanson Wildest Dreams de Taylor Swift[réf. nécessaire].
Il enchaîne en 2015 avec un autre film de surf, The Perfect Wave et surtout partage l'affiche de la bluette romantique pour adolescent(e)s, Chemins croisés, avec une jeune actrice montante, Britt Robertson. Il conclut cette année avec le western Diablo, où il fait face à Walton Goggins.
L'année 2016 est aussi marquée par trois projets : il est la vedette du film d'action Mercury Plains, puis fait partie de la large distribution du biopic Snowden, d'Oliver Stone ; et surtout, il retrouve le cinéaste David Ayer, qui lui confie l'un des rôles principaux de son blockbuster d'action choral, Suicide Squad. Eastwood y prête ses traits au lieutenant « GQ » Edwards.
En 2017, c'est de nouveaux trois films qu'il défend : il est la tête d'affiche de la comédie romantique Walk of Fame, puis rejoint la distribution d'une célèbre série du cinéma d'action, avec Fast and Furious 8. Enfin, il mène un autre film de voitures musclé, Overdrive.
L'année 2018 lui permet d'évoluer aux côtés de John Boyega et Charlie Day dans le second volet de la saga Pacific Rim, intitulé Pacific Rim Uprising et réalisé par Steven S. DeKnight.

## Filmographie

### Cinéma
- 2006 : Mémoires de nos pères (Flags of Our Fathers) de Clint Eastwood : Lundsford
- 2007 : American Crime (An American Crime) de Tommy O'Haver : Eric
- 2007 : Respect de Sunu Gonera : Jake
- 2008 : Player 5150 de David Michael O'Neill : Brian
- 2008 : Gran Torino de Clint Eastwood : Trey
- 2009 : Shannon's Rainbow de Frank E. Johnson : Joey
- 2009 : The Lion of Judah de Deryck Broom et Roger Hawkins (en) : Jack
- 2009 : Invictus de Clint Eastwood : Joel Stransky
- 2012 : Une nouvelle chance (Trouble with the Curve) de Robert Lorenz : Billy Clark
- 2013 : Texas Chainsaw 3D de John Luessenhop : le shérif Carl Hartman
- 2014 : Fury de David Ayer : le sergent Miles
- 2014 : The Perfect Wave de Bruce McDonald : Ian McCormack
- 2014 : Walk of Fame de Jesse Thomas : Drew
- 2014 : Stranded de Daniel Petrie Jr. : John
- 2015 : Chemins croisés (The Longest Ride) de George Tillman Jr. : Luke Collins
- 2015 : Mercury Plains de Charles Burmeister : Mitch Davis
- 2015 : Diablo de Lawrence Roeck : Jackson
- 2016 : Suicide Squad de David Ayer : le lieutenant « GQ » Edwards
- 2016 : Snowden d'Oliver Stone : Trevor James
- 2017 : Fast and Furious 8 (The Fate of the Furious) de F. Gary Gray : Eric Reisner
- 2017 : Overdrive d'Antonio Negret : Andrew
- 2018 : Pacific Rim Uprising de Steven S. DeKnight : Nate Lambert
- 2020 : Assiégés (The Outpost) de Rod Lurie : sergent-chef Clint Romesha
- 2021 : Un homme en colère (Wrath of Man) de Guy Ritchie : Jan
- 2021 : Dangerous de David Hackl : Dylan Forrester
- 2023 : Fast and Furious 10 (Fast X) de Louis Leterrier : Eric Reisner
- 2024 : 1992 d'Ariel Vromen : Riggin Bigby
- 2025 : Alarum de Michael Polish : Joe Travers
- 2025 : Tin Soldier de Brad Furman : Nash Cavanaugh
- prochainement : Regretting You de Josh Boone
- prochainement : Wind River: Rising de Kari Skogland

### Séries télévisées
- 2013 : Chicago Fire : Jim Barnes

### Téléfilm
- 2012 : Shelter de Liz Friedlander : Ryan

### Clip
- 2015 : Wildest Dreams de Taylor Swift

## Voix francophones
En version française, Scott Eastwood est doublé par de nombreux comédiens, ayant pour voix celle des acteurs suivants : Damien Hartmann dans Invictus et Une nouvelle chance, Grégory Quidel dans Texas Chainsaw 3D, Sylvain Agaësse dans Chicago Fire et Diablo, Lionel Erdogan dans Suicide Squad, Cédric Chevalme dans Snowden, Benjamin Gasquet dans Fast and Furious 8, Pacific Rim: Uprising et Fast and Furious 10, Valentin Merlet dans  Overdrive et Un homme en colère et Nessym Guétat dans Dangerous.